# Ferdinand-Braun-Institut, Leibniz-Institut für Höchstfrequenztechnik

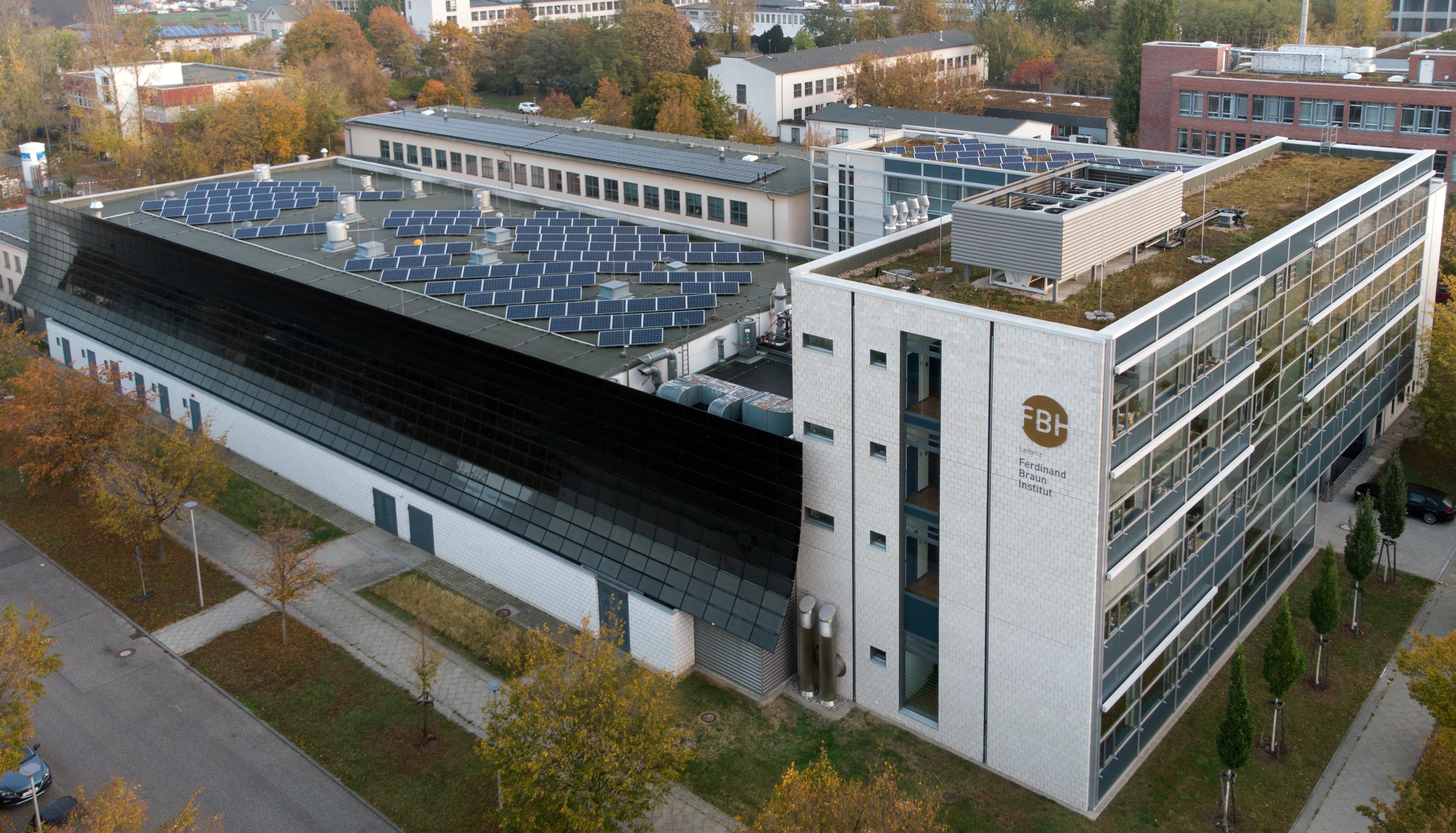
Ferdinand-Braun-Institut, Leibniz-Institut für Höchstfrequenztechnik

Das Ferdinand-Braun-Institut, Leibniz-Institut für Höchstfrequenztechnik (FBH) ist eine Forschungseinrichtung, die Mitglied der Wissenschaftsgemeinschaft Gottfried Wilhelm Leibniz ist. Das Institut hat seinen Sitz in Berlin im Wissenschafts- und Wirtschaftsstandort Adlershof (WISTA), seine Forschungsaktivitäten sind der angewandten Forschung im Fach der Naturwissenschaft auf den Gebieten III/V-Elektronik, Photonik, Integrierte Quantentechnologie und III/V-Technologie zuzuordnen.

## Geschichte
Das Institut ist aus dem ehemaligen Zentralinstitut für Optik und Spektroskopie (ZOS) und Teilen des Zentralinstituts für Elektronenphysik (ZIE) der Akademie der Wissenschaften der DDR hervorgegangen. Auf Grund einer Empfehlung des Wissenschaftsrats wurde das Institut am 1. Januar 1992 neu gegründet.
Das Institut ist benannt nach Ferdinand Braun (1850–1918), der 1909 den Nobelpreis für Physik für seinen Beitrag zur Entwicklung der drahtlosen Telegrafie erhielt.

## Tätigkeitsbereich
Das FBH betreibt angewandte Forschung basierend auf III/V-Halbleitern. Die Anwendungen zielen unter anderem auf Informations- und Kommunikationstechnik, Sensorik sowie Lasertechnologie. Die Schwerpunkte liegen in der III/V-Elektronik bei Entwurf und Herstellung von Transistoren, integrierten Mikrowellenschaltkreisen, atmosphärischen Plasmaquellen, Terahertz-Elektronik und GaN-Leistungselektronik. In der Photonik liegt der Fokus bei Hochleistungs-Diodenlasern, hochbrillanten Diodenlasern und hybriden Lasersystemen, sowie Komponenten für die Quantentechnologie. Zudem entwickelt das FBH UV-Laserdioden und UV-LEDs.
Das FBH arbeitet in vier Forschungsbereichen: Photonik, III/V-Elektronik, integrierte Quantentechnologie. Der Bereich III/V-Technologie stellt die dazu notwendigen Material- und Prozesstechnologien bereit. Ergänzt werden sie durch die Abteilung Wissenschaftsmanagement, die sich um die strategische Ausrichtung, Unterstützung bei Projektanträgen und Projekten in der Aus- und Weiterbildung kümmert.
Als Serviceleistungen bietet das FBH die Möglichkeiten der Realisierung von Prototypen elektronischer und optoelektronischer Galliumarsenid- und Galliumnitrid-Bauelemente, die Epitaxie von Galliumarsenid-basierten Schichtstrukturen, die Entwicklung von Galliumarsenid-Prozessen, die Nullserienfertigung von integrierten Mikrowellenschaltkreisen und Laserdioden, Know-how in Hochfrequenzmesstechnik sowie die Simulation und Design von Koplanarschaltungen.
Das Institut betreibt ein Reinraumlaboratorium mit Metallorganischer Gasphasenepitaxie und Hydridgasphasenepitaxie (Substratdurchmesser: 2 bis 4 Zoll) und Prozesslinie (Substratdurchmesser: 2 bis 4 Zoll). Es verfügt über Material- und Prozessanalytik, Bauelemente-Messtechnik und Werkzeuge für Simulation und CAD.

## Kooperationen
Das Institut unterhält Kooperationsbeziehungen zu verschiedenen nationalen und internationalen Universitäten, außeruniversitären Forschungseinrichtungen und der Wirtschaft. Das FBH bietet Dienstleistungen von der Epitaxie, über Prozessschritte bis hin zum fertigen Bauelement an.
Das Ferdinand-Braun-Institut gehört zur Leibniz-Gemeinschaft (Wissenschaftsgemeinschaft Gottfried Wilhelm Leibniz e. V.). Es ist auch Mitglied bei OpTecBB, einer Initiative von Forschungseinrichtungen und Unternehmen zur Erschließung und Nutzung optischer Technologien.
Im universitären Bereich besteht eine enge Kooperation mit der Technischen Universität Berlin, der Humboldt-Universität zu Berlin und weiteren Universitäten in der Region und in Deutschland sowohl in der Lehre als auch in gemeinsamen Forschungsgruppen und -projekten.
Seit 2017 ist das FBH Teil der Forschungsfabrik Mikroelektronik Deutschland (FMD).

## Ausgründungen
Ausgründungen aus Forschungseinrichtungen sind Teil einer von Bund und den Ländern gewollten Strategie zur Verwertung von marktfähigen Forschungsergebnissen, welche aus öffentlichen Mitteln gefördert wurden. An solchen Ausgründungen beteiligen sich in der Regel Mitarbeiter der Einrichtungen und ggf. die Institute selbst. Beim FBH hat es bisher insgesamt elf solcher Ausgründungen gegeben. Als eigene Marken sind derzeit acht am Markt aktiv.
Beispiele:
Im Jahr 1999 wurde von Mitarbeitern des FBH die Three-Five Epitaxial Services AG (TESAG) gegründet, welche in Auftragsfertigung (Foundry) Halbleiter-Schichtstrukturen als Basis für die Fertigung von Bauelementen wie Laserdioden, Leuchtdioden, Transistoren (HBTs) oder Schottky-Dioden herstellt. Das Unternehmen gehört jetzt zur Jenoptik.
Die im Jahr 2002 gegründete Firma eagleyard Photonics entwickelt in enger Zusammenarbeit mit dem FBH Hochleistungslaserdioden mit Wellenlängen von 650 nm bis 1120 nm und stellt diese für medizinische, wissenschaftliche und industrielle Anwendungsbereiche her.
Im Jahr 2006 wurde die BeMiTec, ein Unternehmen zur Entwicklung, Produktion und Vermarktung leistungsstarker Galliumnitrid-Transistoren (GaN) für künftige Mobilfunkanwendungen gegründet. Die GaN-Transistoren bringen es derzeit auf den internationalen Spitzenwert von 100 W Ausgangsleistung und ermöglichen eine signifikante Steigerung der Bandbreite. Damit bieten sie die Voraussetzung für mobile Dienste mit hohem Datenaufkommen, die Zusammenfassung mehrerer Dienste in einem einzigen Verstärkermodul sowie eine Verkleinerung der Baugruppen.
2013 gingen drei neue Ausgründungen von Mitarbeitern des FBH an den Start: von der Vermarktung einer Plasmaquelle (BEAPLAS), zur Herstellung dünner Schichten bei Atmosphärendruck, über die Weiterentwicklung der Halbleiter-Technologie für Anwendungen in der Sensor- und Display-Technologie (Brilliance Fab Berlin) bis zu Messgeräten für die Mikrowellentechnik (Phasor Instruments).
2016 folgte die Ausgründung von UVphotonics mit ultravioletten Leuchtdioden, 2017 BeamXpert: das Unternehmen bietet Simulationssoftware für optische Systeme an.

## Geschäftsführung, Infrastruktur, Finanzierung
Das Institut wird von Patrick Scheele als wissenschaftlichem Geschäftsführer (seit 2024) und Dr. Karin-Irene Eiermann als administrativer Geschäftsführerin (seit 2022) geleitet. Patrick Scheele, ist zudem Professor für Mikrowellen- und Optoelektronik an der Technischen Universität Berlin. Von 1996 bis 2023 war Günther Tränkle wissenschaftlicher Geschäftsführer des Instituts.
Am Ferdinand-Braun-Institut arbeiten derzeit etwa 380 Personen, davon 200 Wissenschaftler und Doktoranden sowie 30 studentische Hilfskräfte (Stand: 2024). Der Gesamtetat des Instituts lag im Jahr 2023 bei 43,3 Millionen Euro, davon waren rund 24 Millionen Euro Drittmittel.